# Станислав Лешњевски
Станислав Лешњевски (пољ. Stanisław Leśniewski; 30. март 1886 — 13. мај 1939) био је пољски математичар и филозоф. Заједно са Лукасјевичем и Контарбинским, основао је Центар за логичка истраживања на Универзитету у Варшави. Дао је значајан допринос аналитичкој филозофији и побољшао логичку реконструкцију класичне математике коју су почели Шродер, Вајтехед и Расел, преко синтезе математичке логике и једне врсте аристотелијанске модернизаване логике. Као један од зачетника научне семантике, разликовао је изворне антиноме од вјеровања. Био је оштар критичар формализма и понудио је један свеобухватан логички систем за научна истраживања.